# Stopfbuchse

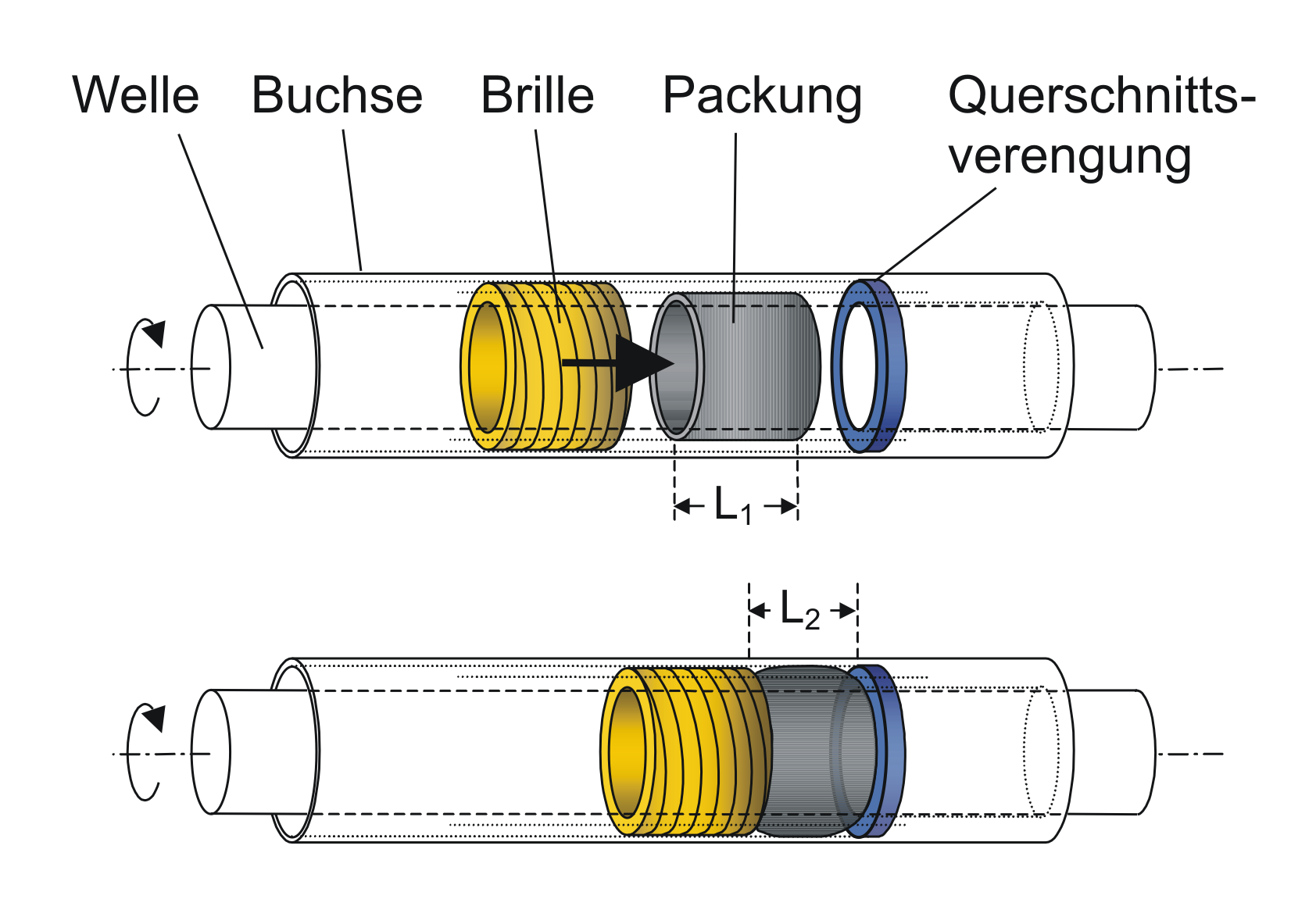
Prinzipskizze einer Stopfbuchse

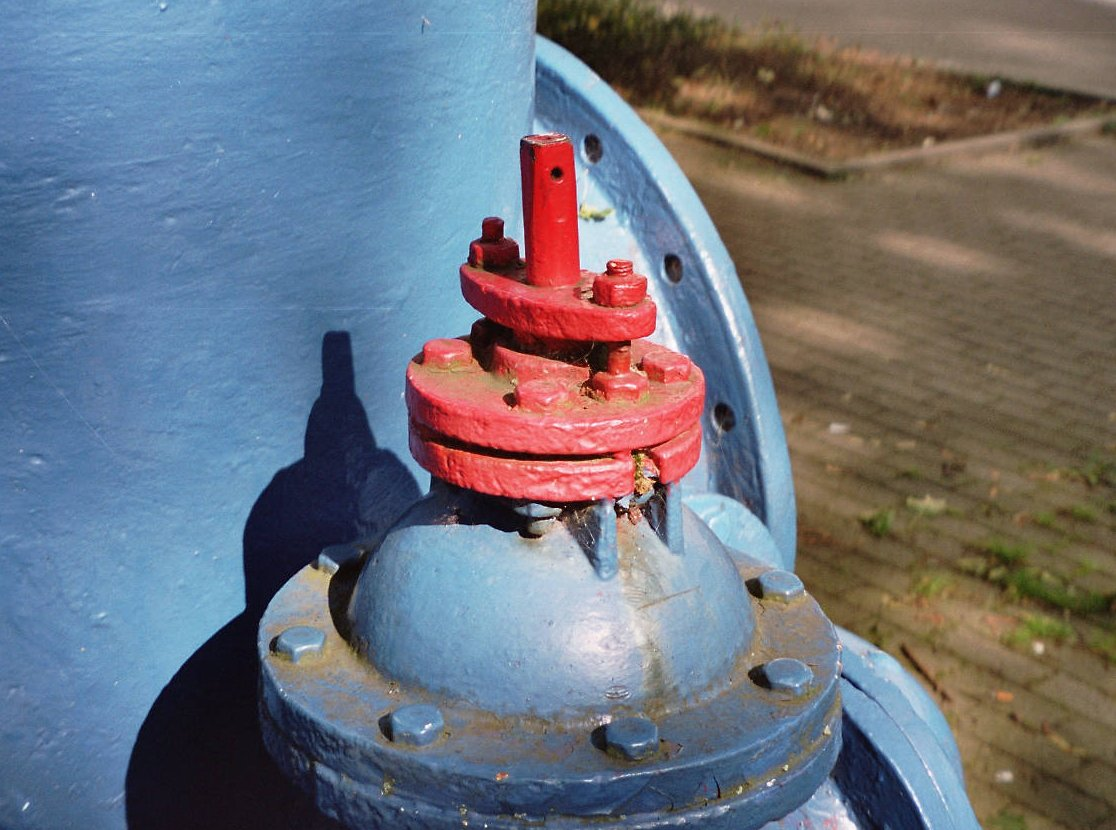
Eine Stopfbuchse an der Welle eines Absperrschiebers

Die Stopfbuchse oder Stopfbüchse, früher auch Stoffbuchse genannt, da als Dichtmaterial u. a. Filz verwendet wurde, ist ein Dichtelement des Maschinenbaus, das eine Packung enthält. Packung bezeichnet den komprimierten Dichtstoff, der an die Dichtflächen gepresst wird. Manchmal wird auch die Stopfbuchse insgesamt als Packung bezeichnet.
Mit einer Stopfbuchse werden typischerweise drehende Wellen oder bewegliche Stangen gegenüber einem Gehäuse gegenüber Flüssigkeiten oder Gasen abgedichtet, die auch unter Druck stehen können.
Anstelle von Stopfbuchsen werden heute in der Regel Elastomer-Dichtelemente wie O-Ringe, Wellendichtringe (umgangssprachlich Simmerring) oder zur Druckabdichtung Gleitringdichtungen eingesetzt. Stopfbuchsen kommen noch zum Einsatz, wenn keine geeigneten Elastomere für spezielle Umgebungsbedingungen zur Verfügung stehen oder eine Wartung der Abdichtung ohne Demontage möglich sein muss.

## Anwendung
Zur Verlängerung der Lebensdauer werden Stopfbuchsen oft nur soweit angezogen, dass noch eine geringe Leckage auftritt. Falls erforderlich kann hierdurch zugleich eine Kühlung und Schmierung der Dichtflächen erreicht werden. An Spindeln der Armaturen von Rohrleitungen für Wasserdampf war oft eine kleine Dampfwolke zu sehen, und die Stopfbuchsen „zischelten“ ein wenig.
Durch das Lockern bzw. Anziehen der Stopfbuchse kann eine vorübergehende Verringerung oder Erhöhung der Reibung des beweglichen Elements erreicht werden.

## Aufbau
Eine Stopfbuchse besteht aus der Stopfbuchspackung (der eigentlichen Dichtung) und einer Stopfbuchsbrille (einer flanschähnlichen Hülse), mit der die Stopfbuchspackung mittels Gewinde, Schrauben oder Federkraft axial verpresst wird. Bei elastischem Dichtmaterial wird durch die axiale Pressung auch eine radiale Pressung der Stopfbuchspackung auf der Welle erreicht. So können Pressdruck bzw. Dichtspalt den Betriebsbedingungen angepasst werden.
Traditionell werden Dichtschnüre aus verschiedenen Faserstoffen in die Stopfbuchse eingelegt:
- Naturfasern wie Ramie, Flachs (Leinen), Jute, Hanf und Baumwolle sind elastisch und bewirken wenig Verschleiß an beweglichen Elementen (drehenden Wellen), vertragen aber keine hohen Temperaturen und sind empfindlich gegenüber Säuren und Laugen.
- Mineralische bzw. anorganische Fasern aus Graphit, Kohlenstoff bzw. Carbon, Glas und Silikat sind wenig temperaturempfindlich und beständig gegenüber verschiedenen Chemikalien. Die Haltbarkeit bzw. Druckfestigkeit ist begrenzt und der Preis eher hoch.
- Synthetische Fasern aus PTFE (auch gemischt mit Graphit), Aramid und Acryl (Polyacrylnitril PAN) sind relativ beständig gegenüber höheren Temperaturen und Chemikalien. PTFE ist wenig belastbar. Aramid kann zum Verschleiß beweglicher Elemente führen.

Dichtschnüre werden fast immer mit einem Schmiermittel versetzt, welches zusätzlich eine dichtende Funktion haben kann.
Die Materialwahl hängt wesentlich davon ab, ob eine rotierende Welle (Wellendichtung) (oder ein linear bewegter Stab) oder eine überwiegend ruhendes Element wie die Spindel eines Ventils abgedichtet werden soll.
Anstelle eines getränkten Fasermaterials werden heute auch vorgeformte Dichtkörper (Packungsringe) aus elastischem oder elasto-plastischem Material verwendet.

### Nachteile
Wenn die Stopfbuchse mit formlosem Dichtstoff anstelle von vorgefertigten Dichtelementen gefüllt wird, tritt durch die große Kontaktfläche mit dem beweglichen Element oft eine deutlich höhere Reibung auf, als bei kontaktlosen Dichtungen oder Elastomerdichtungen.

### Vorteile
Nach dem Öffnen der Stopfbuchse (z. B. durch Herausdrehen der Brille) kann der Dichtstoff von außen erneuert oder ergänzt werden, ohne dass eine weitere Demontage erforderlich ist.
Da das Dichtmittel in der Stopfbuchse allseitig umschlossen ist, können auch formlose Dichtmassen eingesetzt werden (die für den Einsatzzweck genügend steif sind). Es stehen viele geeignete Materialien zur Verfügung (Faserwerkstoffe, Graphit ...), die z. T. auch bei hohen Temperaturen und aggressiven Medien eingesetzt werden können.
Durch das Nachziehen der Stopfbuchs-Brille können Leckagen verringert oder abgestellt werden, die durch Verschleiß des Dichtungsmaterials entstehen.

## Anwendungen und Werkstoffe

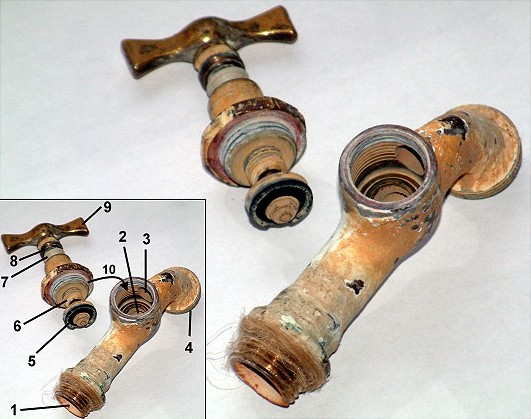
Stopfbuchse (7) in einem Wasserhahn

Stopfbuchspackungen werden als wirtschaftliche Dichtungslösung in Pumpen und Rührwerken und als Spindelabdichtungen in Regel- und Stellventilen eingesetzt. Den früheren Blau- bzw. Weißasbest haben moderne Werkstoffe wie Aramid, Graphit, PTFE u. ä. abgelöst. Packungen werden in der Regel maschinell geflochten, unter Beigabe diverser Schmier- und Imprägniermittel; traditionell wurden hierfür u. a. Talg und Wachs verwendet.
Die maschinell geflochtene, selbstschmierende Stopfbuchspackung erfand Feodor Burgmann 1884 in Dresden.

### In Dampfmaschinen
Stopfbuchsen wurden auch in Kolbendampfmaschinen, insbesondere in Dampflokomotiven, eingesetzt. Die Durchführung der Kolbenstange durch den Zylinderdeckel erforderte eine dampfdichte Abdichtung. Die Stopfbuchsringe wurden anfänglich überwiegend auf Graphit- und Asbestbasis hergestellt; mit der Verbreitung der Heißdampfmaschine werden später überwiegend gusseiserne Stopfbuchsringe verwendet.

### An Schiffswellen
Traditionell werden Schiffsantriebswellen an der Durchführung durch den Schiffsrumpf bzw. am inneren Ende des Stevenrohrs durch Stopfbuchsen abgedichtet. Im Stevenrohr verläuft die Schiffswelle. Die Stopfbuchse besteht meist aus Gummi oder einer Filzpackung und ist mit Fett getränkt. Die Vorspannung der abdichtenden Packung ist axial einstellbar. Sie darf nicht zu fest eingestellt werden, um die Reibung der Welle zu reduzieren. Die Stopfbuchse wird in der Regel einmal jährlich mit Fett nachgefüllt. Bei großen Schiffen besteht die Stopfbuchse auch aus Metall.